# シャドウ・チェイサー
『シャドウ・チェイサー』（原題：Маршут Построен）は、2016年のロシアのホラー映画。

## あらすじ
アンドレイとオーリャは夫婦関係を修復するための旅行に行くために購入したばかりのBMWの中古車を走らしていた。しかし、ノイズが聞こえるだけの非通知電話や車内に見覚えがない女性の写真が置かれているなど、車内では不可思議なことが起きる…。

## スタッフ
- 監督：オレグ・アサドゥリン
- 脚本：イワン・カプトノフ、オレグ・アサドゥリン
- 製作：イワン・カプトノフ、ゲオルギー・マルコフ、ウラジミール・ポリャコフ
- 撮影：アントン・ゼンコヴィッチ
- 特殊効果：ウラジミール・ラムジン

## キャスト
- アンドレイ：パヴェル・チナリョフ
- オーリャ：スヴェトラーナ・ウスティノワ
- レナ：ディアナ・メリソン
- クシューシャ：ヴィタリヤ・コルニェンコ